# Egid Quirin Asam

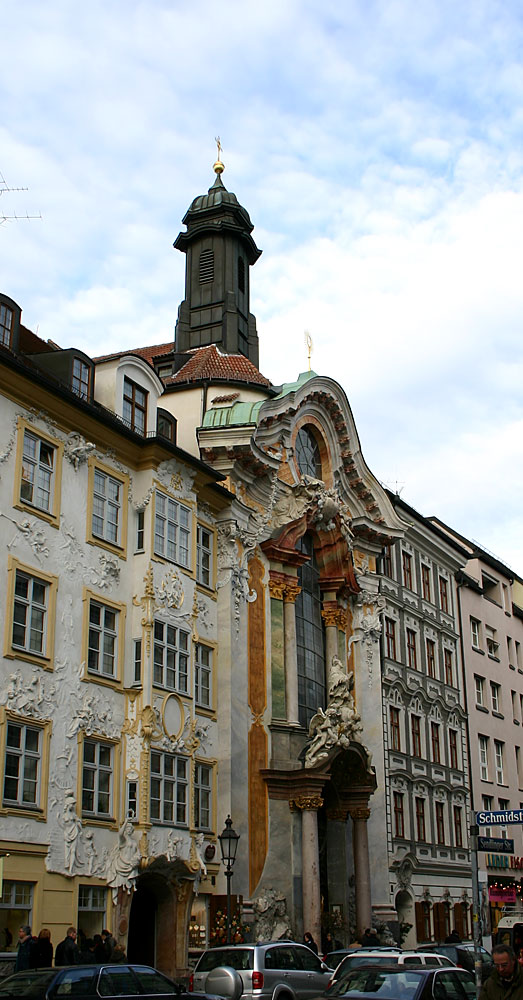
Asamkirche München, trabalho de Egid Quirin Asam, Munique, Alemanha

Egid Quirin Asam (Tegernsee, Baviera, baptizado a 1 de Setembro de 1692– Mannheim, 29 de abril de 1750 (58 anos)) foi um estucador e escultor alemão activo durante o período Rococó.

## Vida
Egid Asam trabalhou principalmente com o seu irmão, o arquitecto e pintor Cosmas Damian Asam. 
Normalmente o trabalho feito em comum é atribuído aos Irmãos Asam.
Entre os seus trabalhos estão a Igreja Asam (Asamkirche) em Munique e a Catedral de São Jacob em Innsbruck. 
Os irmãos Asam trabalharam na Baviera, Baden-Würrtemberg e Áustria.
O asteróide 43751 Asam, recebeu a sua denominação em homenagem ao irmãos Asam.

## Galeria

Obras de Egid Quirin Asam
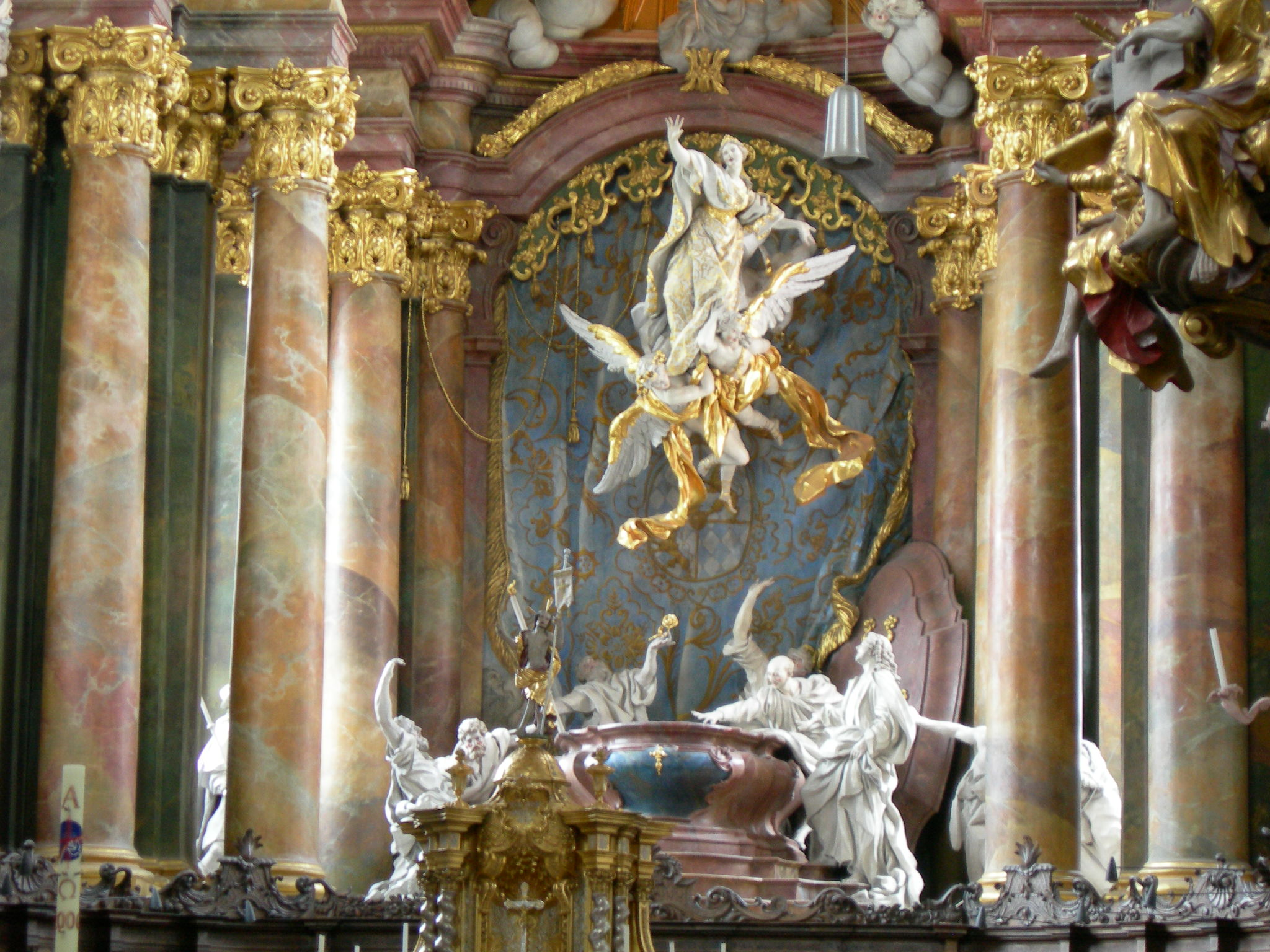
Detalhe do altar-mor da igreja do mosteiro Rohr, 1722/23
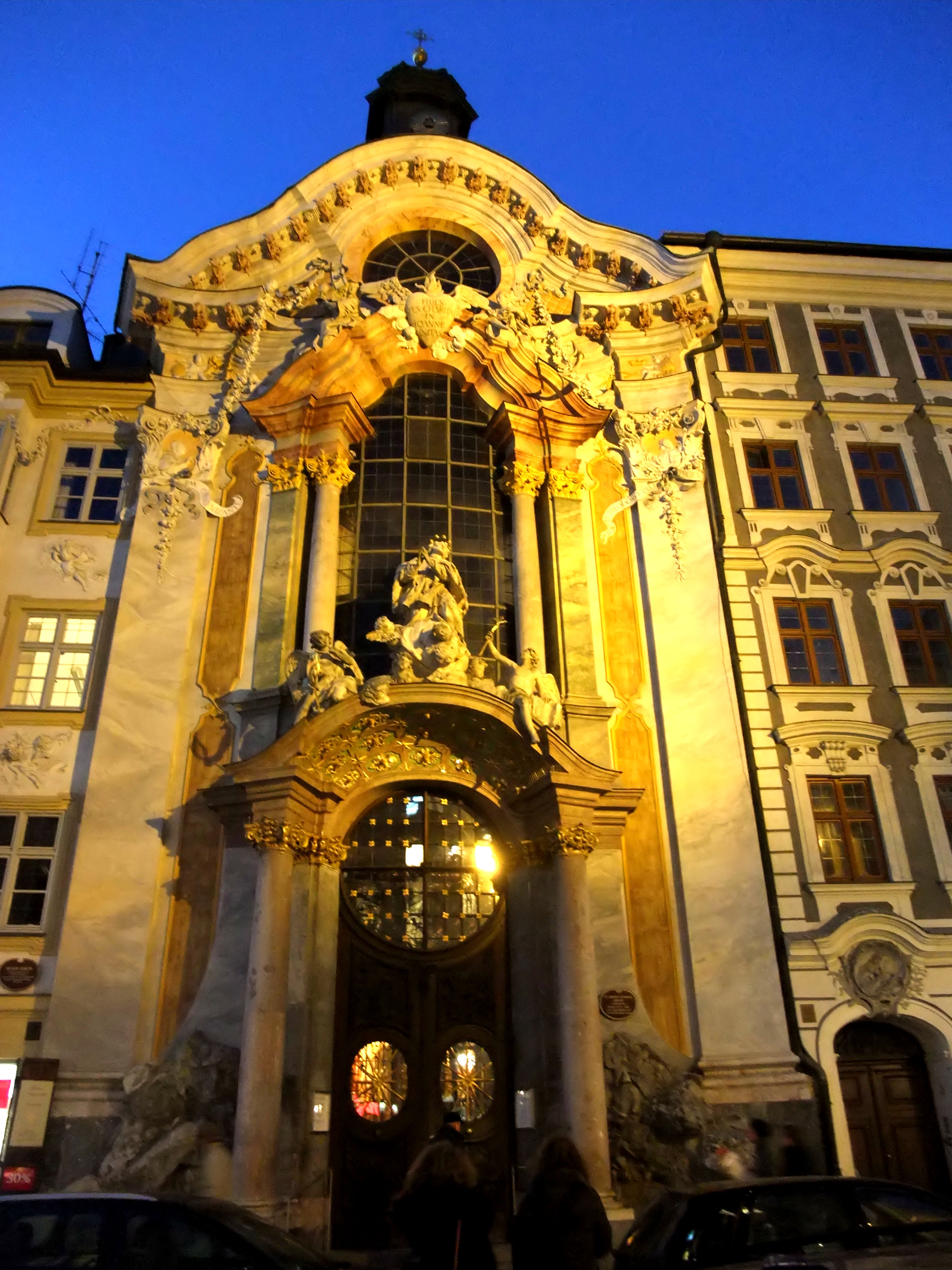
Asamkirche em Munique, 1733-1746
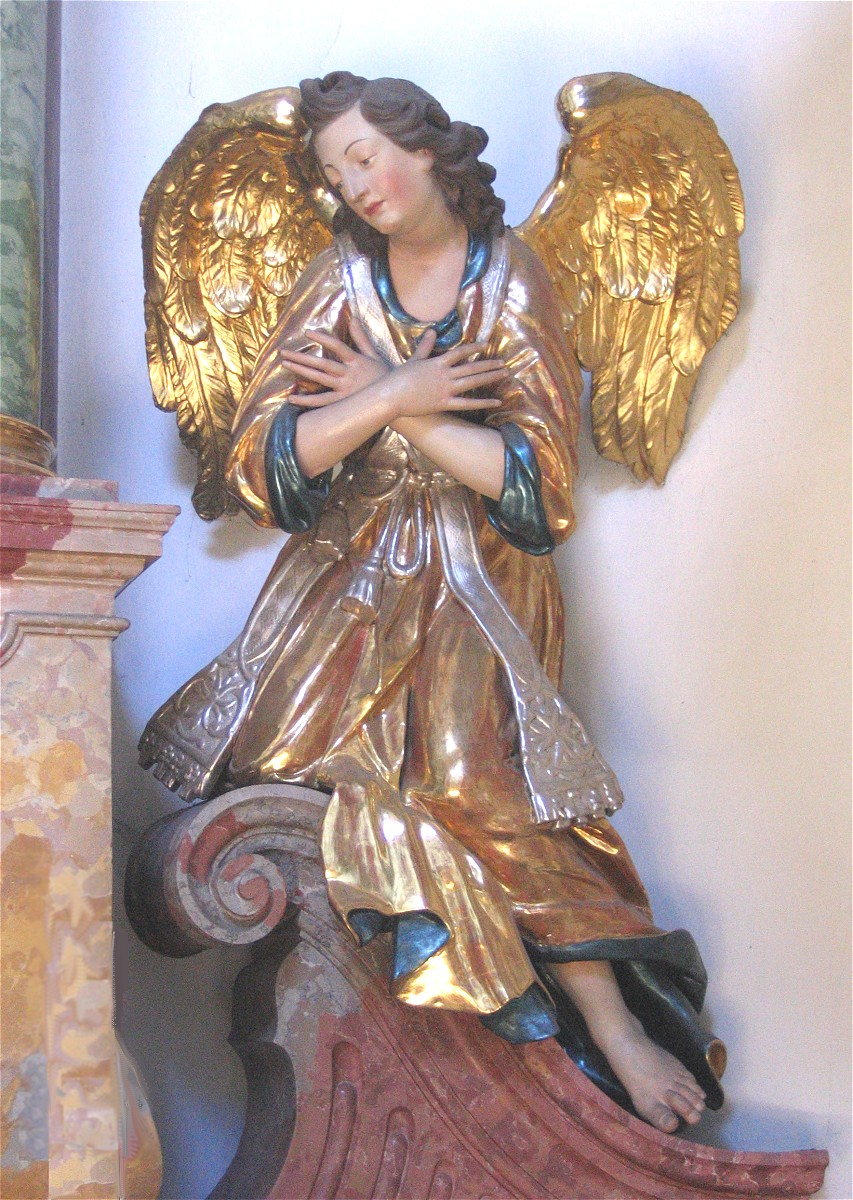
Igreja do mosteiro de Santa Ana em Munique, anjo no altar-cruz, 1734
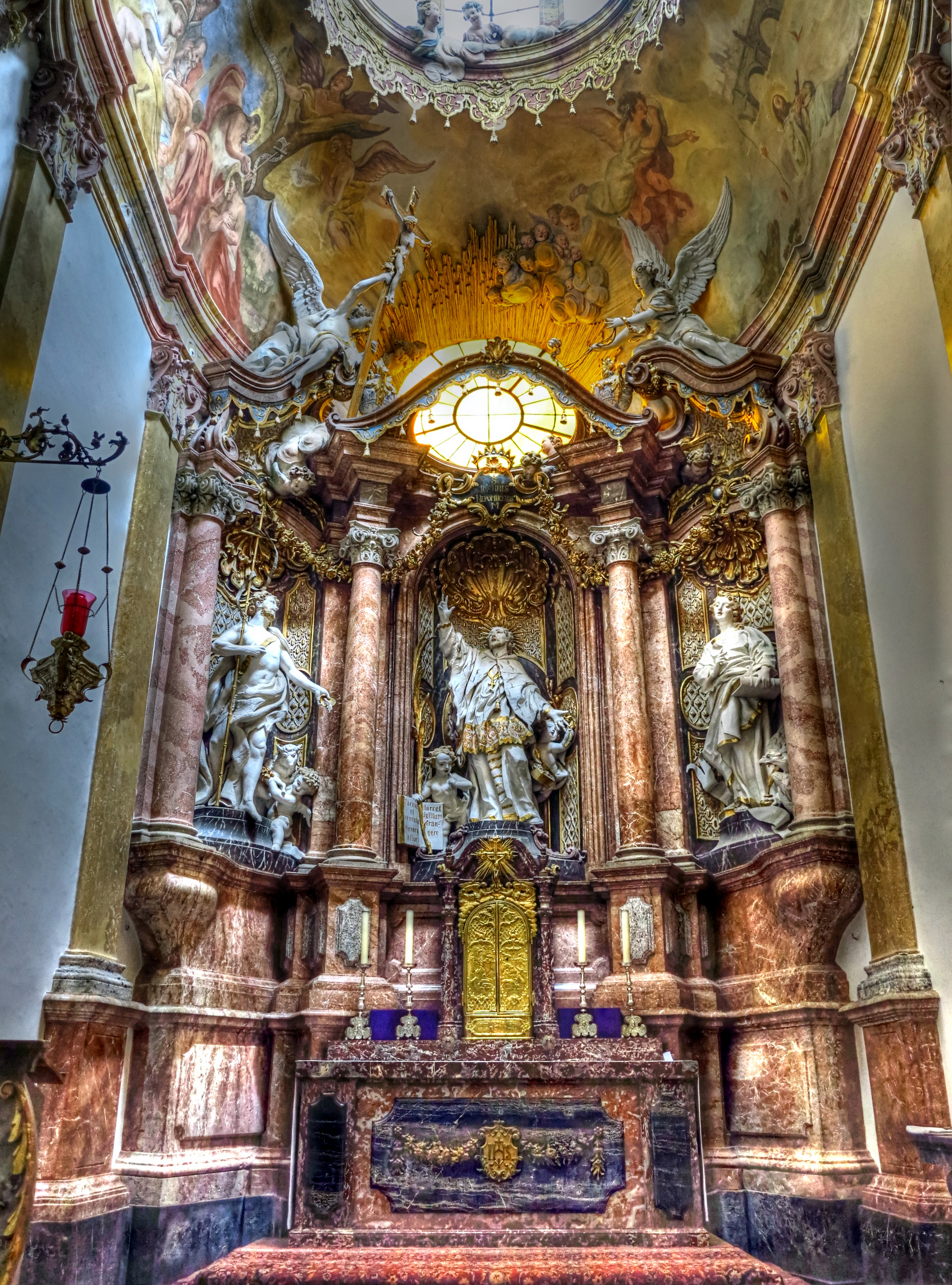
Johannikapelle na Catedral de Freising, 1737/38
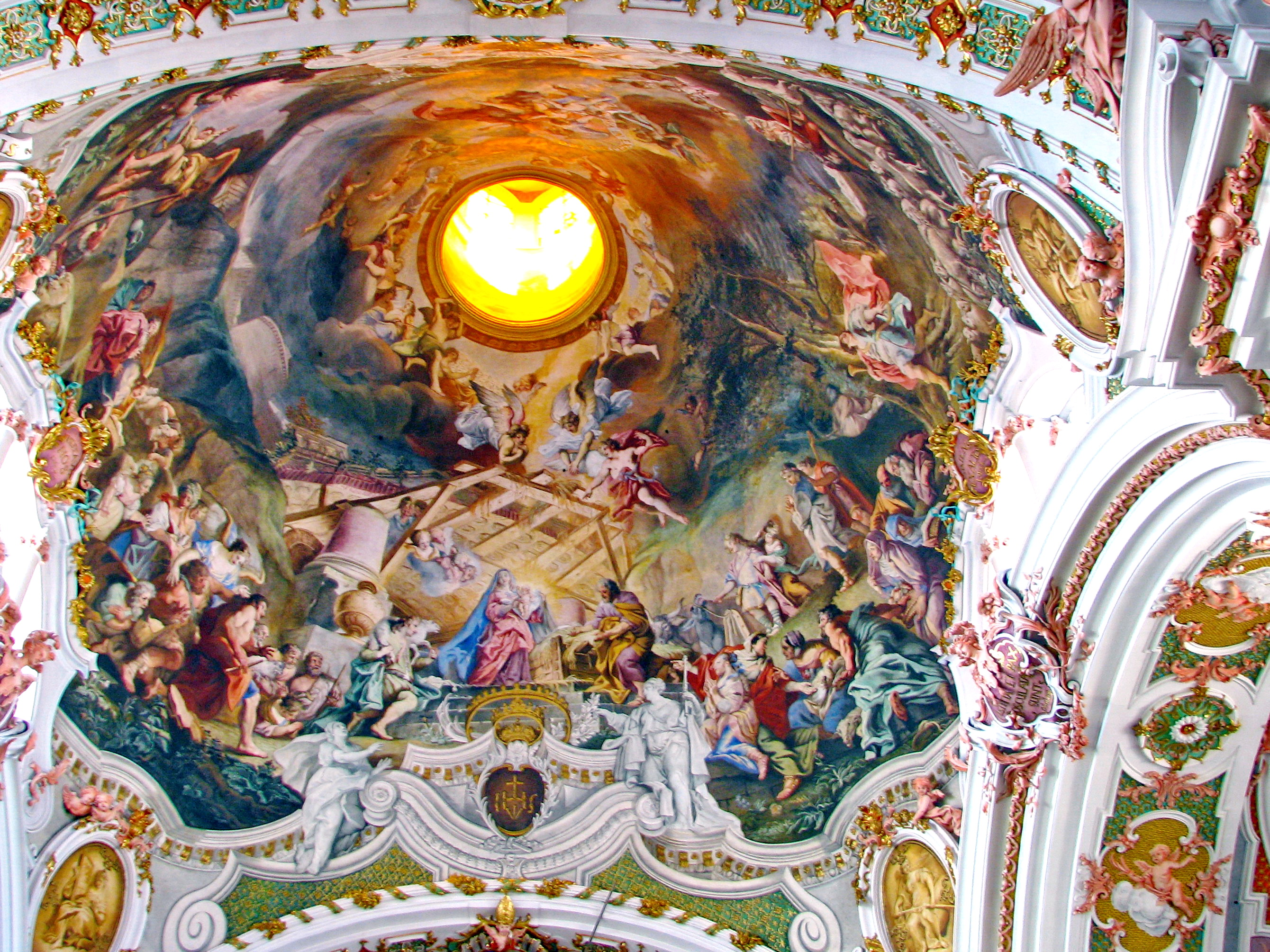
Cúpula de Natal na igreja do mosteiro Einsiedeln, 1724-1726